# Scrophularia vernalis
Espèce
Classification phylogénétique
Scrophularia vernalis, la Scrofulaire de printemps ou Scrofulaire printanière, est une plante herbacée de la famille des Scrofulariacées.

## Description
La Scrofulaire de printemps mesure de 30 à 70 cm de haut. La tige est épaisse, creuse, velue. Les feuilles sont opposées et de forme cordée. 
Les fleurs, zygomorphes, sont de couleur blanc jaunâtre.

## Répartition
La Scrofulaire de printemps est présente en Europe occidentale et dans le sud de l'Europe.

## Galerie

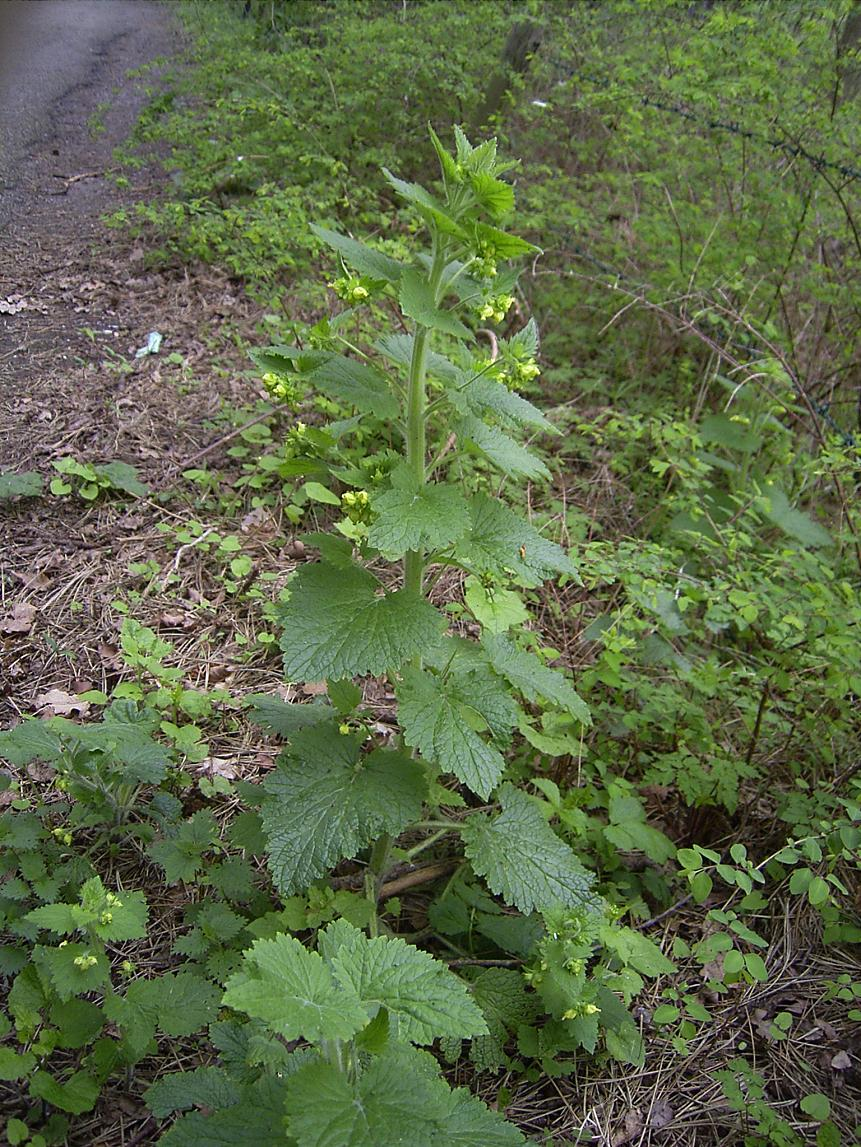
Scrophularia vernalis
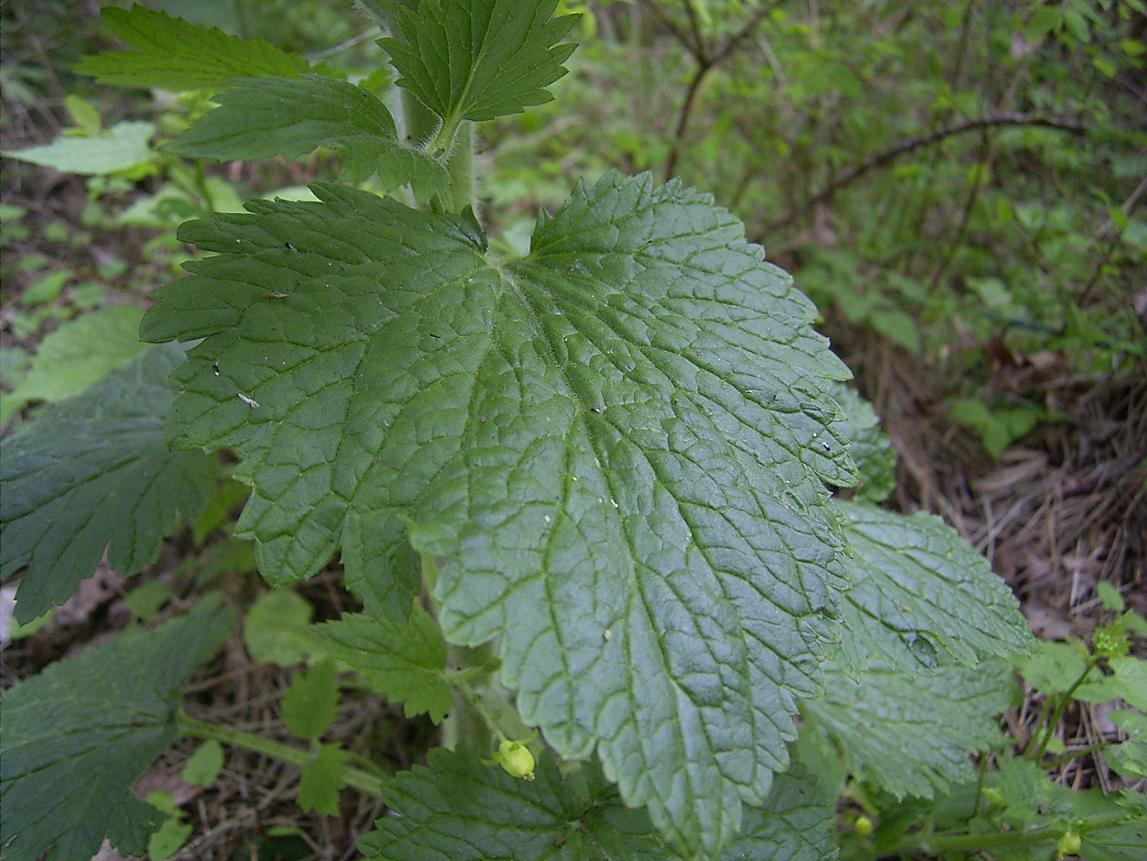
Feuilles
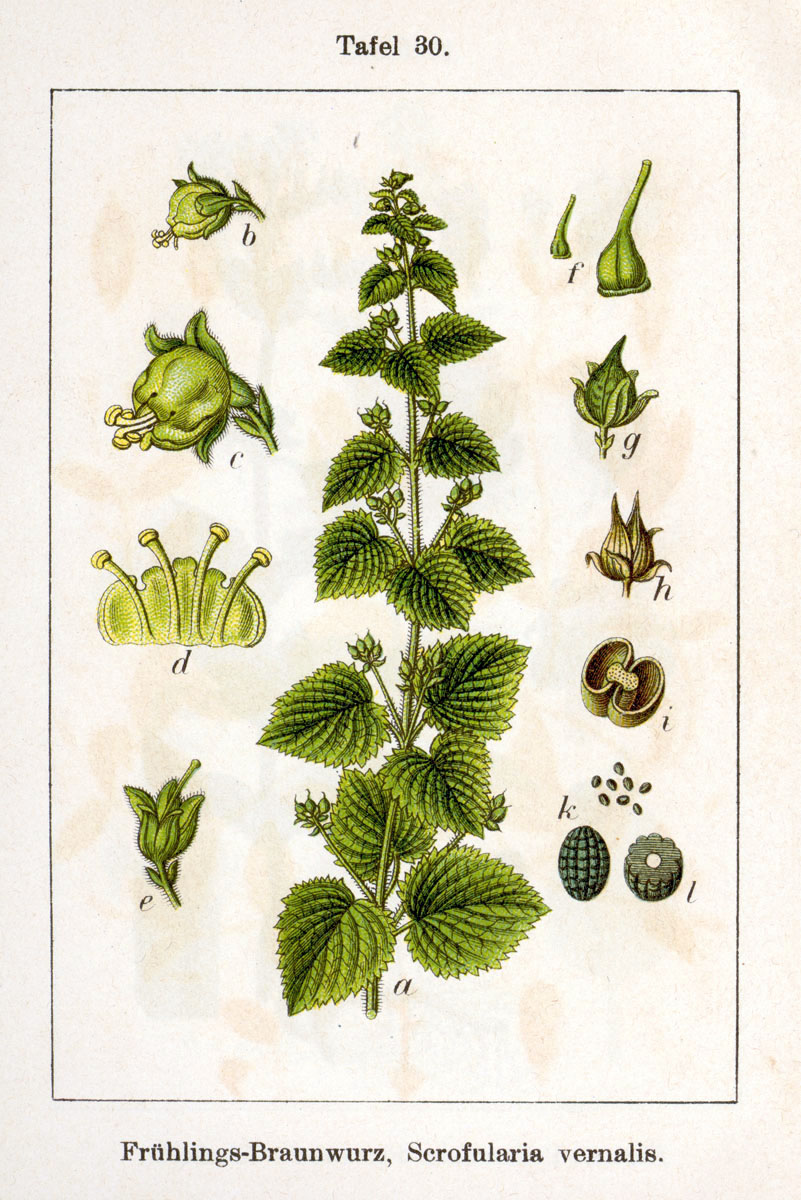
Illustration